# Krachtvoer
Krachtvoer is een diervoeder dat wordt gekenmerkt door een laag percentage vezels en kleine deeltjesgrote. Daarnaast heeft het vaak een hoge energiewaarde, maar dat is niet noodzakelijk. Het wordt onderscheiden in enkelvoudig krachtvoer, zoals granen en peulvruchten, en mengvoeder.
Krachtvoer wordt gebruikt in de varkenshouderij, de pluimveehouderij en daarnaast als bijvoedering in de rundveehouderij, bij paarden en schapen.
Naast krachtvoer kent men groenvoer, ruwvoer, en natte bijproducten.